# Vela ai Giochi della XXXII Olimpiade - 470 femminile

## Le gare
Le gare di vela della classe 470 femminile valide per la XXXII Olimpiade si sono svolte dal 28 luglio al 4 agosto 2021 presso l'isola di Enoshima. Hanno partecipato alla competizione 21 equipaggi.
I punti sono stati assegnati in base alle posizioni finali in ciascuna regata (1 al primo, 2 al secondo etc.). Sono stati considerati i migliori 9 punteggi delle dieci regate di qualificazione, e ciascun equipaggio ha potuto scartare il punteggio più alto. I 10 equipaggi con il punteggio più basso hanno gareggiato in un'ultima regata, chiamata "Medal Race" in cui il punteggio valeva doppio e andava a sommarsi a quello delle 9 regate di qualificazione.
In caso di squalifica, o di mancata partenza per una regata, all'equipaggio venivano assegnati 20 punti per quella regata (22 per la Medal Race) ovvero uno (o due) in più di quanti ne avrebbe avuto se si fosse classificato ultimo.

## Calendario
Tutti gli orari sono Japan Standard Time (UTC+9)
| Data                      | Ora   | Turno       |
| ------------------------- | ----- | ----------- |
| Mercoledì, 28 luglio 2021 | 14:35 | Race 1 e 2  |
| Giovedì, 29 luglio 2021   | 12:05 | Race 3 e 4  |
| Venerdì, 30 luglio 2021   | 12:15 | Race 5 e 6  |
| Domenica, 1º agosto 2021  | 12:05 | Race 7 e 8  |
| Lunedì, 2 agosto 2021     | 12:05 | Race 9 e 10 |
| Mercoledì, 4 agosto 2021  | 15:33 | Medal Race  |

## Risultati
| Pos. | Equipaggio                                  | Race   | Race     | Race   | Race | Race   | Race | Race | Race   | Race   | Race | Race | Punti | Punti |
| Pos. | Equipaggio                                  | 1      | 2        | 3      | 4    | 5      | 6    | 7    | 8      | 9      | 10   | M    | Tot   | Net   |
| ---- | ------------------------------------------- | ------ | -------- | ------ | ---- | ------ | ---- | ---- | ------ | ------ | ---- | ---- | ----- | ----- |
|      | Hannah Mills / Eilidh McIntyre              | 4      | 3        | 7      | 1    | 3      | 3    | 1    | 3      | 9      | 3    | 10   | 47    | 38    |
|      | Agnieszka Skrzypulec / Jolanta Ogar         | 1      | 1        | 2      | 5    | 12     | 1    | 5    | 4      | 15     | 15   | 8    | 69    | 54    |
|      | Camille Lecointre / Aloise Retornaz         | 3      | 2        | 4      | 7    | 1      | 12   | 6    | 5      | 10     | 4    | 12   | 66    | 54    |
| 4    | Linda Fahrni / Maja Siegenthaler            | 12     | 4        | 8      | 2    | 5      | 10   | 9    | 7      | 12     | 5    | 2    | 76    | 64    |
| 5    | Tina Mrak / Veronika Macarol                | 8      | 16       | 9      | 9    | 4      | 7    | 3    | 9      | 2      | 7    | 14   | 85    | 69    |
| 6    | Luise Wanser / Anastasiya Winkel            | 22 DSQ | 22 DSQ   | 5      | 4    | 15     | 8    | 7    | 1      | 5      | 6    | 4    | 99    | 77    |
| 7    | Ai Kondo Yoshida / Miho Yoshioka            | 6      | 7        | 11     | 15   | 2      | 2    | 12   | 8      | 7      | 8    | 16   | 94    | 79    |
| 8    | Noya Bar Am / Shahar Tibi                   | 2      | 14       | 22 DSQ | 3    | 10     | 11   | 4    | 11     | 6      | 13   | 6    | 102   | 80    |
| 9    | Fernanda Oliveira / Ana Barbachan           | 15     | 5        | 1      | 10   | 13     | 4    | 10   | 10     | 8      | 1    | 20   | 97    | 82    |
| 10   | Afrodite Zegers / Lobke Berkhout            | 10     | 11       | 14     | 11   | 9      | 6    | 17   | 6      | 4      | 2    | 18   | 108   | 91    |
| 11   | Silvia Mas Depares / Patricia Cantero Reina | 11     | 13       | 3      | 6    | 14     | 15   | 8    | 17     | 1      | 10   | -    | 98    | 81    |
| 12   | Nikole Barnes / Lara Dallman-Weiss          | 13     | 6        | 15     | 13   | 6      | 5    | 19   | 2      | 22 UFD | 19   | -    | 120   | 98    |
| 13   | Elena Berta / Bianca Caruso                 | 5      | 10       | 9      | 12   | 8      | 16   | 14   | 16     | 16     | 12   | -    | 118   | 102   |
| 14   | Olivia Bergstrom / Lovisa Karlsson          | 17     | 9        | 10     | 16   | 7      | 9    | 18   | 14     | 11     | 18   | -    | 129   | 111   |
| 15   | Ariadne Paraskevi Spanaki / Emilia Tsoulfa  | 14     | 8        | 22 BFD | 17   | 17     | 13   | 2    | 12     | 22 UFD | 9    | -    | 136   | 114   |
| 16   | Nia Jerwood / Monique de Vries              | 7      | 12       | 12     | 8    | 18     | 19   | 15   | 13     | 13     | 20   | -    | 137   | 117   |
| 17   | Beste Kaynakci / Okyanus Arikan             | 18     | 18.1 DPI | 22 BFD | 18   | 11     | 14   | 13   | 18     | 3      | 14   | -    | 149.1 | 127.1 |
| 18   | Wei Mengxi / Gao Haiyan                     | 9      | 15       | 16     | 14   | 22 DSQ | 18   | 11   | 15     | 14     | 17   | -    | 151   | 129   |
| 19   | Nuraisyah Jamil / Juni Karimah Noor Jamali  | 16     | 18       | 17     | 20   | 19     | 20   | 20   | 22 DNF | 17     | 11   | -    | 180   | 158   |
| 20   | Maria Belen Tavella / Lourdes Hartkopf      | 22 DSQ | 22 DSQ   | 13     | 19   | 16     | 17   | 16   | 19     | 22 UFD | 16   | -    | 182   | 160   |
| 21   | Denise Parruque / Maria Machava             | 22 DNC | 22 DNC   | 18     | 21   | 20     | 21   | 21   | 20     | 18     | 21   | -    | 204   | 182   |